# Urdari (gmina)
Urdari – gmina w Rumunii, w okręgu Gorj. Obejmuje miejscowości Fântânele, Hotăroasa i Urdari. W 2011 roku liczyła 3024 mieszkańców.